# Campeonato Mundial de Luge de 2004
O Campeonato Mundial de Luge de 2004 foi a 35ª edição da competição e foi disputada entre os dias 13 e 15 de fevereiro em Nagano, Japão. 

## Medalhistas
| Evento                                 | Ouro                                                                          | Prata                                                                      | Bronze                                                                                    |
| Individual masculino detalhes          | GER David Möller                                                              | GER Georg Hackl                                                            | LAT Mārtiņš Rubenis                                                                       |
| Individual feminino detalhes           | GER Sylke Kraushaar                                                           | GER Barbara Niedernhuber                                                   | GER Sylke Otto                                                                            |
| Duplas detalhes                        | GER Alemanha Patric Leitner Alexander Resch                                   | GER Alemanha André Florschütz Torsten Wustlich                             | USA Estados Unidos Mark Grimmette Brian Martin                                            |
| Revezamento misto por equipes detalhes | GER Alemanha David Möller Barbara Niedernhuber Patric Leitner Alexander Resch | USA Estados Unidos Tony Benshoof Ashley Hayden Mark Grimmette Brian Martin | ITA Itália Armin Zöggeler Anastasia Oberstolz-Antonova Christian Oberstolz Patrick Gruber |

## Quadro de medalhas
| Ordem | País           |   |   |   |   |
| 1     | Alemanha       | 4 | 3 | 1 | 8 |
| 2     | Estados Unidos |   | 1 | 1 | 2 |
| 3     | Itália         |   |   | 1 | 1 |
| 3     | Letónia        |   |   | 1 | 1 |
| 5     | Japão          |   |   |   | 0 |